# Heilig Geist (Hüsten)

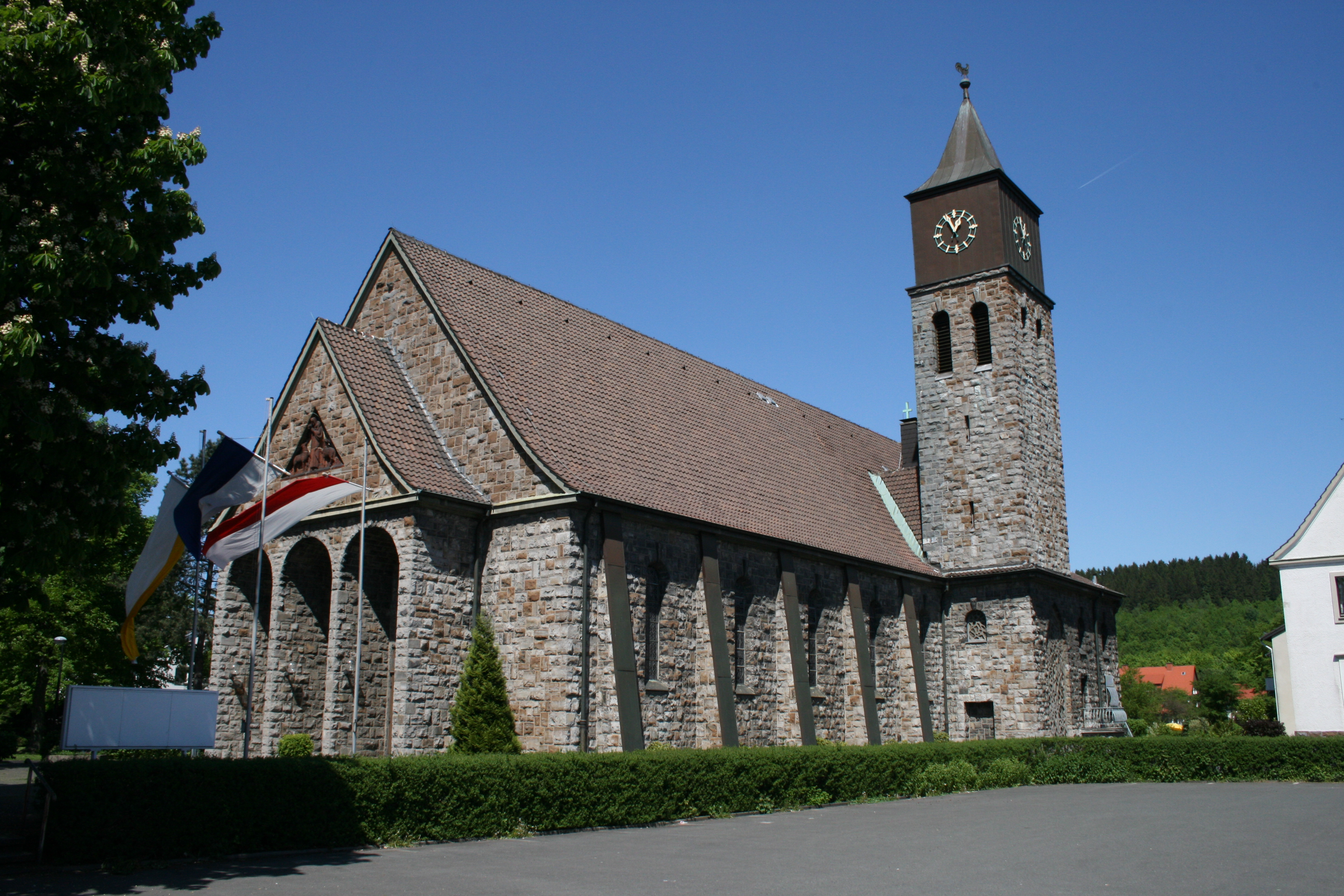
Heilig-Geist-Kirche

Die katholische Pfarrkirche Heilig Geist ist ein ortsbildprägendes Kirchengebäude in Hüsten, einem Stadtteil von Arnsberg im Hochsauerlandkreis (Nordrhein-Westfalen).

## Geschichte und Architektur
Am Anfang des 20. Jahrhunderts siedelten sich Industrieunternehmen im Ruhrtal an und führten so zu einem Wachstum der Bevölkerung; ein weiterer Kirchenbau wurde in Hüsten notwendig.
Das Gebäude wurde 1932 nach Plänen des Architekten Heinrich Verfuß errichtet. Die Kirche steht rechtwinklig zum Verlauf der Hauptstraße, sie ist durch Freiflächen betont. Sie ist mit Naturstein verblendet. Der Portalbau an der Straßenseite zeigt drei hohe, dominierende Bogenstellungen; der Giebel läuft spitz zu. Die Wände der Längsseiten sind durch Bogenfenster und Strebepfeiler gegliedert, so erweckt die Kirche einen traditionellen Gesamteindruck. Der Kirchturm ist seitlich angebaut.
Im Inneren ist der längliche Hauptraum durch Wandpfeiler in sechs Joche unterteilt, auf den Pfeilern ruhen spitzbogige Gratgewölbe, deren Profile sich kreuzen. Die Seitenschiffe an den Langseiten sind durch Säulen und Pfeiler getrennt. Ein Zwischenjoch mit einem mehrfach getrepptem Gurtbogen bildet den Übergang zu dem eingezogenen Chor, der um sechs Stufen erhöht ist. Der beidseitig belichtete Chor erscheint als eigenständiger Raum. Die Verglasung wurde im Zweiten Weltkrieg zerstört und von Walter Klocke erneuert. Hans Kaiser stattete das vordere Joch und die Turmkapelle mit Betonverglasungen aus. Zum Schutz vor Vandalismus ist die Kirche hinter dem Eingang durch Gitter abgesperrt.
Die Kirche wurde am Pfingstmontag 2025, dem Patronatsfest durch Weihbischof Matthias König profaniert.

## Ausstattung
- Von den ursprünglichen Seitenaltären, die der Bildhauer Bernhard Hartmann 1936 anfertigte, sind die Figuren erhalten.
- Die liturgische Ausstattung ist eine Arbeit von Josef Rikus.
- Der Taufstein wurde zum Altar umfunktioniert, wenn nicht genügend Besucher teilnehmen, wird die Messe von hier aus zelebriert.

## Orgel
Die Orgel wurde 1958 durch die Orgelbaufirma Anton Feith eingebaut. Sie hat 32 Register und 2278 Pfeifen, die auf drei Manuale und das Pedal verteilt sind. Sie ist mit einer Walze, elektrischer Traktur, Kegelladen, Normalkoppeln und Tutti ausgestattet.